# Klaus Fieberg
Klaus Fieberg (* 1952) ist ein deutscher Geschichtsdidaktiker. Er arbeitet in Leverkusen und in Aachen.
Klaus Fieberg war Lehrer für Geschichte und Deutsch am Werner-Heisenberg-Gymnasium in Leverkusen, Fachleiter für Geschichte am Studienseminar Leverkusen, Lehrbeauftragter für Fachdidaktik an der Universität Aachen und ist Mitglied des wissenschaftlichen Beirats der Zeitschrift Praxis Geschichte. Fieberg ist Mitherausgeber des Geschichtsbuches Horizonte (Westermann Verlag) und hat ca. 100 Artikel für die Fachzeitschriften Praxis Geschichte, Deutschunterricht und Praxis Schule 5-10 geschrieben.

## Schriften
- Die Revolutionen Europas 1789-1989. Themenheft für die Sekundarstufe II, Klett, Leipzig 2005, ISBN 3-12-415123-2
- Karikaturen im Kontext. CD-ROM, Westermann, Braunschweig 2003, ISBN 3-14-366020-1
- Wegweiser durch das Internet für den Geschichtsunterricht. CD-ROM, Westermann, Braunschweig 2001, ISBN 3-14-621301-X
- Internetwegweiser für den Politikunterricht. CD-ROM. In: Georg Weißeno (Hg.): Politikunterricht im Informationszeitalter. Medien und neue Lernumgebungen. Bundeszentrale für Politische Bildung 2001[3], ISBN 3-89331-429-6